# Ingbert Koppermann
Ingbert Koppermann (* 21. Dezember 1945 in Lübeck) ist ein ehemaliger Basketballnationalspieler des Deutschen Basketball Bundes (DBB) und ein seit 2010 pensionierter Beamter der Bundesagentur für Arbeit, der zuletzt für seine Behörde, seit 2005, als Gründungsgeschäftsführer der ARGE Paderborn (Arbeitsgemeinschaft für Arbeit im Kreis Paderborn, seit 1. Januar 2011 Jobcenter Kreis Paderborn.) tätig war.
Koppermann steht seit 2013 als hauptamtlich tätiger geschäftsführender Vorstand der Diakonie Paderborn-Höxter e. V. in der Verantwortung.

## Leben und Karriere
Koppermann gehörte zehn Spielzeiten zum Erstligakader des VfL Osnabrück. Als Stammspieler spielte Koppermann seit 1964/1965 für das Osnabrücker Team, zunächst in der Oberliga Nord, der damals höchsten deutschen Spielklasse des Deutschen Basketball Bundes. Als A-Jugendspieler des VfL wurde er bereits 1962 und 1963 im VfL-Oberligateam, mit dessen Spielerkader er damals ständig trainierte, eingesetzt – besonders in vorab absehbar „schwierigen Spielen“. An den zum Jahreswechsel in den 1960er und 1970er Jahren stattfindenden internationalen Turnieren der US-Streitkräfte in Bremerhaven-Weddewarden nahm er drei Mal teil, mit dem VfL-Oberligateam und als Spieler von B-Nationalmannschaften des DBB (Das VfL-Team konnte sich 1966 in die Liste der Turniersieger „eintragen“.).
Nach Gründung der Basketball-Bundesliga (BBL) im Jahr 1966, wurde er mit dem Basketball-Meister-Team des VfL Osnabrück 1967 erster Pokalsieger des Deutschen Basketball Bundes und 1969, mit dem Prager Headcoach Miloslav Kříž, Deutscher Basketball-Meister. Insgesamt stand er mit dem Team des VfL Osnabrück sieben Mal in einem „großen Finale“ des Deutschen Basketball Bundes.

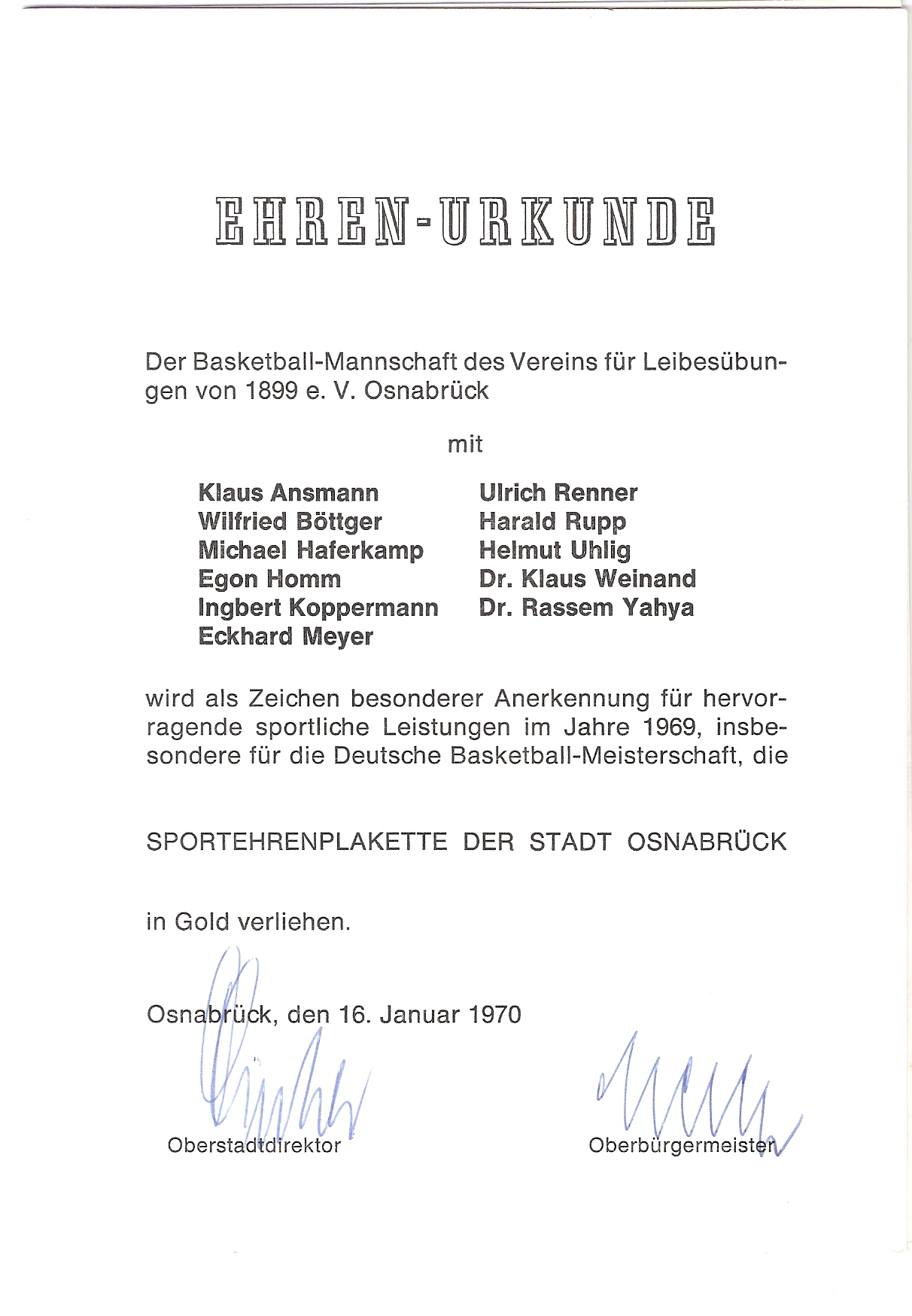
Sportehrenplakette der Stadt Osnabrück in Gold, verliehen am 16. Januar 1970

Dreimal nahm er mit dem „legendären VfL-Meister-Team“ am FIBA Europapokal der Landesmeister beziehungsweise am FIBA Europapokal der nationalen Pokalsieger teil und spielte dabei gegen Solna Stockholm, Slavia Prag, Honvéd Budapest und Panathinaikos Athen. 1968 konnten die VfL-Spieler im europäischen Wettbewerb der nationalen Pokalsieger das Achtelfinale erreichen.
Ingbert Koppermann (1,99 Meter) gehörte zu dem fünfköpfigen Kernteam des VfL Osnabrück, dessen Spieler bereits am ersten BBL-Spieltag, im Herbst 1966, im VfL-Team spielten und die an allen Meisterschafts- und Pokalerfolgen des Bundesligateams, in den Jahren 1966 bis 1969, beteiligt waren: der A-Nationalspieler Klaus Weinand (2,00 Meter), der aus Palästina stammende syrische Nationalspieler Rassem Yahya (1,75 Meter), der in den 1970er Jahren in Madrid (Spanien) verstorbene Wilfried „Wiwi“ Böttger (1,95 Meter) sowie der A-Nationalspieler, wie Koppermann ebenfalls aus der eigenen VfL-A-Jugend, Egon Homm (1,96 Meter).
Ingbert Koppermann war mit annähernd zwei Meter Körpergröße ein überaus talentierter und technisch gut ausgebildeter Spieler aus der „Osnabrücker Basketballschule“. Als jugendlicher Spieler wurde er von Klaus Manthey, mit Förderung durch regelmäßiges Individualtraining, trainiert. Teamkameraden in der A-Jugend des VfL waren unter anderem die Jugend-National- und Auswahlspieler Eckhard von Bock, Rolf Dieter, Volkmar Gaber, Egon Homm, Eckhard Husemann und Volker Mentgen. Der reboundstarke Spieler spielte auf der zweiten Center-Position oder als ein stets in die Zone drängender Flügelspieler. Seine außerordentliche Wurfstärke war sehr von seiner jeweiligen Tagesform abhängig.
Im Herbst 1968 wurde Koppermann vom Bundestrainerrat des DBB, unter Vorsitz des damaligen Vize-Präsidenten und Sportwart des Deutschen Basketball Bundes Anton Kartak, mit Veröffentlichung der „Kartak-Liste“ für den fünfzigköpfigen „Olympiakader 1972“ nominiert. Koppermann kam für den DBB, unter den DBB-Bundestrainern Yakovos Bilek, Günter Hagedorn und Kurt Siebenhaar in einer Reihe von Länderspielen beziehungsweise bei internationalen Turnieren in der B-Nationalmannschaft sowie im Februar 1969, in Gießen, bei einem internationalen Turnier des DBB in der A-Nationalmannschaft, berufen von Bundestrainer Miloslav Kříž, zum Einsatz. Nach den Olympischen Sommerspielen 1972 gehörte Koppermann zum A-Nationalmannschaftkader von DBB-Bundestrainer Pascal Ezguilian.
Nach den Endspielerfolgen, 1967 DBB-Pokalsieger und 1969 Deutscher Meister des DBB, wurde Ingbert Koppermann zusammen mit seinen jeweiligen Teamkameraden vom Osnabrücker Oberbürgermeister Wilhelm Kelch (1959 bis 1972), jeweils im Rahmen einer gesonderten Ehrung im Friedenssaal des Osnabrücker Rathauses, „als Zeichen besonderer Anerkennung für hervorragende sportliche Leistungen“, die Sportehrenplakette der Stadt Osnabrück in Gold verliehen. Nach den Endspielen in den Jahren 1968 und 1970 wurde den erfolgreichen VfL-Spielern die Sportehrenplakette der Stadt Osnabrück in Silber verliehen. Ingbert Koppermann gehört zu den Sportlern des VfL Osnabrück, Basketball- und Tischtennis-Bundesligaspieler, die für eine „Goldene Ära des Osnabrücker Sports“ (Oberbürgermeister Kelch, im Januar 1970), in der zweiten Hälfte der 1960er Jahre, stehen.
Am 5. März 1975 stellte Koppermann im Bundesliga-Spiel Hannover BG gegen den Hamburger TB mit zweiundfünfzig erzielten Punkten einen neuen Rekord für die Basketball-Bundesliga auf, der in der Saison 1976/1977 durch den jugoslawische Weltklassespieler Ljubodrag „Duce“ Simonović, in seinem ersten Bundesligaspiel für den FC Bamberg, übertroffen wurde.
Koppermann begann im Jahr 1967 als Inspektorenanwärter bei der Bundesanstalt für Arbeit, Arbeitsamt Osnabrück, war danach beim Arbeitsamt in Hannover mehrjährig tätig und wurde später ein leitender Mitarbeiter beim Arbeitsamt in Paderborn (Nordrhein-Westfalen). Dort engagierte Koppermann sich, wie zuvor in Hannover, im Vereinsbasketball. Als sich die Paderborner Basketballer 1991 vom Hauptverein VBC Paderborn trennten und als Paderborn Baskets neu gründeten, wurde Koppermann Manager des Bundesligateams in der Zweiten Basketball-Bundesliga. Koppermann änderte die Personalpolitik des Paderborner Bundesligaclubs dahingehend, dass neben einem ausländischen Trainer – Werner Rotsaert aus Belgien – talentierte Nachwuchsspieler aus ganz Deutschland verpflichtet wurden, nachdem der Verein in den sieben Zweitligaspielzeiten zuvor auf Spieler aus der eigenen Jugend gesetzt hatte. 1994 gelang in der Folge, unter anderem mit dem US-Spieler Douglas Spradley, der Aufstieg in die Erste Basketball-Bundesliga. Als ein Vertrag mit einer Marketingfirma unplanmäßig beendet werden musste, geriet der Verein in erhebliche finanzielle Schwierigkeiten, so dass Koppermann sein Amt nach dem sportlichen Abstieg nach einer Erstligaspielzeit 1995 zur Verfügung stellte.
Nach dem Ende seiner Zeit als Basketball-Bundesligaspieler ist Ingbert Koppermann, als Tennis- und Golfspieler, sportlich aktiv geblieben, ebenso als Maxi-Basketballer für den VfL Graßdorf. Mit seinen Basketballkameraden aus dem Kreis ehemaliger Ligaspieler hat Koppermann bis Anfang 2005 regelmäßig an den DBB-Altersklassen-Turnieren der Bundesbestenspiele Basketball für Spieler ab dem fünfundvierzigsten Lebensjahr teilgenommen und um die ausgeschriebenen Pokale stets sehr erfolgreich gekämpft.
Engagement nach der Pensionierung
Ingbert Koppermann ist seit März 2012 Mitglied des Kreisvorstandes der Christlich-Demokratischen Arbeitnehmerschaft (CDA) in Paderborn. Er wurde zu einem von zwei stellvertretenden Vorsitzenden des Leitungsgremiums der regionalen „CDU-Sozialausschüsse“ gewählt. Im September 2012 wurde der Pensionär Koppermann von der Mitgliederversammlung, zusammen mit Wilfried Hauenschild aus Bad Driburg, in den Verwaltungsrat der Diakonie Paderborn-Höxter e. V. gewählt (in der Nachfolge von Katrin Heitkemper und Wolfgang Weigel). Im Jahr 2013 schied Koppermann aus dem Verwaltungsrat der evangelischen Wohlfahrtspflegeorganisation aus und wurde von diesem Aufsichtsgremium zum Organvertreter der Diakonie Paderborn-Höxter e. V. bestellt. Weiter ist der Paderborner ehrenamtliches Mitglied des Vorstandes im Förderverein für unabhängige psychosoziale Krebsberatung, der im März 2013 neu gegründet wurde und der die kompetente Beratung von betroffenen Bürgern im Kreis Paderborn absichern soll.

## Erfolge mit dem VfL Osnabrück
| Deutsche Meisterschaften mit dem VfL Osnabrück - Deutscher Vize-Meister 1965 - Deutscher Vize-Meister 1967 - Deutscher Vize-Meister 1968 - Deutscher Meister 1969 | Deutsche Pokalmeisterschaften mit dem VfL Osnabrück - DBB-Pokalsieger 1967 - DBB Vize-Pokalsieger 1969 - DBB Vize-Pokalsieger 1970 |

## FIBA Europapokalteilnahme
- FIBA Europapokal der Pokalsieger 1967/1968[23][40][41]

• First Round: Solna IF Stockholm (SWE) – VfL Osnabrück (FRG), am 23. November 1967 in Stockholm (60:55)
und das Rückspiel am 30. November 1967 in Osnabrück, in der Schloßwallhalle (85:60)
• 1/8 Final: VfL Osnabrück – TJ Slavia VS Praha (CZE), am 13. Januar 1968 in Osnabrück (77:88)
und das Rückspiel am 18. Januar 1968 in Prag (90:51)
- FIBA Europapokal der Landesmeister 1969/1970[45]

First Round: VfL Osnabrück – Budapisti Honvéd SE (HUN), am 6. November 1969 in Osnabrück (74:88)
und das Rückspiel am 13. November 1969 in Budapest (92:59)
- FIBA Europapokal der Pokalsieger 1970/1971[47][48]

1/8 Final: Panathinaikós AO Athína (GRE) – VfL Osnabrück, am 3. Dezember 1970 in Osnabrück (52:89)
und das Rückspiel am 10. Dezember 1970 im antiken Athener Panathinaikon-Stadion (89:73)